# Surd
Surd è un comune dell'Ungheria di 690 abitanti (dati 2001). È situato nella contea di Zala.